# Fukaya
Fukaya (深谷市, Fukaya-shi) est une ville de la préfecture de Saitama, au Japon.

## Géographie

### Situation
La ville de Fukaya se trouve dans le nord de la préfecture de Saitama, dans le Grand Tokyo.

### Municipalités limitrophes
| Honjō  | Isesaki | Ōta      |
| Misato | Fukaya  | Kumagaya |
| Yorii  | Yorii   | Ranzan   |

### Démographie
En 2006, la population de la ville de Fukaya était de 148 359 habitants pour une superficie de 137,58 km2. En janvier 2021, la population était de 142 803 habitants.

### Hydrographie
Fukaya est bordée par le fleuve Tone au nord et le fleuve Ara au sud.

## Histoire
Le bourg moderne de Fukaya a été fondé le 1er avril 1889. Il obtient le statut de ville le 1er janvier 1955. Le 1er octobre 2005, les bourgs de Hanazono, Kawamoto et Okabe (district d'Ōsato) ont été intégrés à Fukaya.

## Transports
Fukaya est desservie par la ligne Takasaki de la JR East et la ligne principale Chichibu de la Chichibu Railway. La gare de Fukaya est la principale gare de la ville.

## Jumelages
Fukaya est jumelée avec :
- Fremont (États-Unis) depuis 1980,
- Minamiuonuma (Japon) depuis 1989,
- Shunyi (Chine) depuis 1995,
- Tanohata (Japon) depuis 1997.

## Personnalité liée à la ville
- Shibusawa Eiichi (1840-1931), industriel
- Mieko Nakabayashi (1960-), femme politique et politologue